# Saint-Savin, Gironde
Saint-Savin är en kommun i departementet Gironde i regionen Nouvelle-Aquitaine i sydvästra Frankrike. Kommunen ligger i kantonen Saint-Savin som tillhör arrondissementet Blaye. År 2022 hade Saint-Savin 3 468 invånare.

## Befolkningsutveckling
Antalet invånare i kommunen Saint-Savin
Referens:INSEE